# Вечеринка удовольствий
«Вечеринка удовольствий» (фр. Une partie de plaisir) — франко-итальянская криминально-психологическая драма Клода Шаброля, вышедшая на экраны в 1975 году.
Многолетний партнёр Шаброля Поль Жегофф написал сценарий фильма и сыграл в нём главную роль.
В фильме Жегофф играет роль писателя, в семье которого возникают проблемы, приводящие к трагедии. В реальной жизни сам Жегофф был убит своей второй женой Коко в 1983 году. В этом фильме роль жены Жегоффа исполняет его реальная первая жена — Даниель Жегофф (с которой он на момент съёмок был уже в разводе), а дочь играет настоящая дочь Жегоффа — Клеманс Жегофф

## Сюжет
Счастливая и обеспеченная семья в составе Филиппа (Поль Жегофф), Эстер (Даниель Жегофф) и их юной дочери Элизы (Клеманс Жегофф) живёт в комфортабельном загородном доме. Филипп — успешный писатель, Эстер — домохозяйка, их дом всегда полон интересных гостей. Но Филиппу такая жизнь кажется слишком размеренной и скучной. Он заводит связь на стороне и предлагает то же самое сделать и жене, а затем открыто рассказывать друг другу о полученном опыте и обмениваться впечатлениями. Под давлением Филиппа во всем зависимая от него Эстер вынуждена согласиться с его предложением. Ей приходится терпеть любовные похождения мужа, и рассказы о них, но сама не испытывает особого желания заводить роман на стороне. Когда же Эстер всё же начинает встречаться с музыкантом, это вызывает у Филлипа бурю гнева и ревности, а для Эстер становится началом новой самостоятельной жизни. Она уходит от Филиппа, снимает квартиру в Париже и находит интересную работу. Однако Филипп не может вынести всего этого и продолжает преследовать её, что в итоге приводит к трагедии.

## В ролях
- Даниель Жегофф — Эстер
- Поль Жегофф — Филипп
- Клеманс Жегофф — Элиза
- Пола Мур — Сильвия Мердок
- Сесиль Вассор — Анни
- Джанкарло Систи — Хабиб
- Марио Сантини — Роско
- Мишель Валетт — Каткоф
- Пьер Сантини — Мишель

## Восприятие
Кинокритик Роджер Эберт дал фильму две с половиной звезды из четырёх и отметил, что тот  «не даёт удовольствия, которое дарят многие фильмы Шаброля». Винсент Кэнби из The New York Times был более позитивен, написав: «Фильм  намного интереснее и более завораживающ, чем кажется на первый взгляд. Как размышление о любви, о сложной системе балансов, которые работают в любых романтических отношениях, и о ярости, которая может вырваться на свободу в  отношениях, когда баланс нарушается».